# Papilio torquatus
Papilio torquatus är en fjärilsart som beskrevs av Pieter Cramer 1777. Papilio torquatus ingår i släktet Papilio och familjen riddarfjärilar. Inga underarter finns listade i Catalogue of Life.

## Bildgalleri

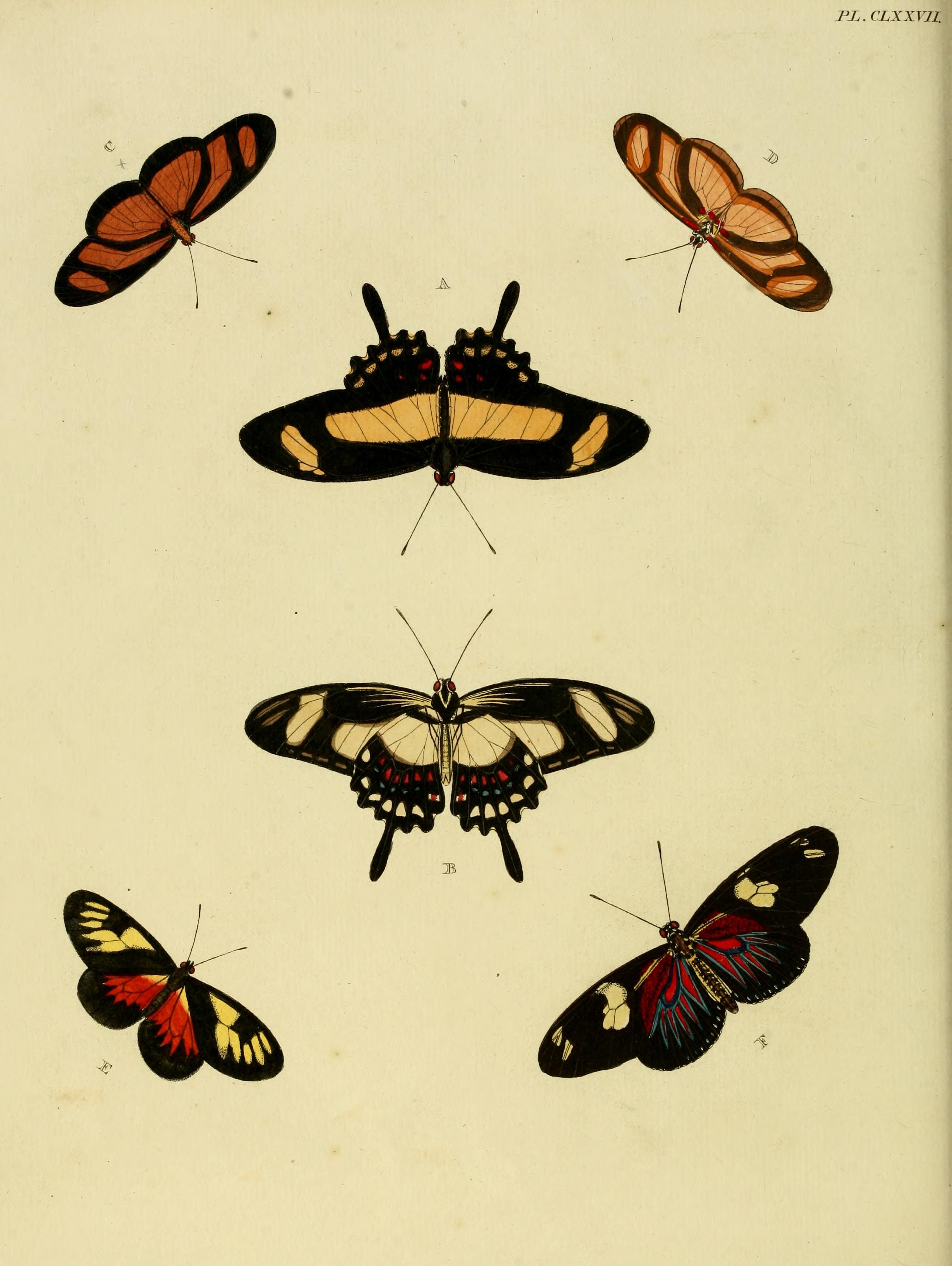
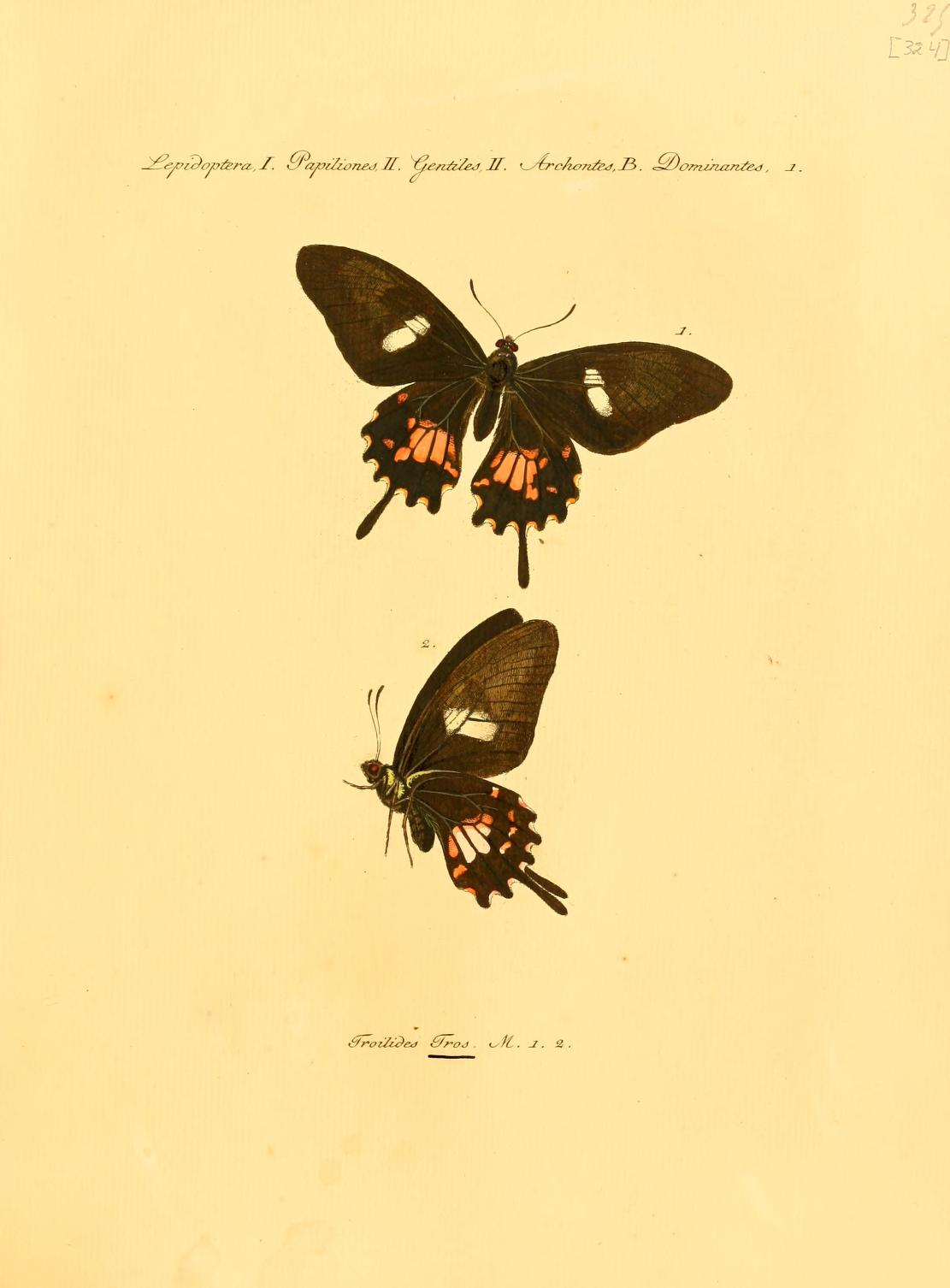
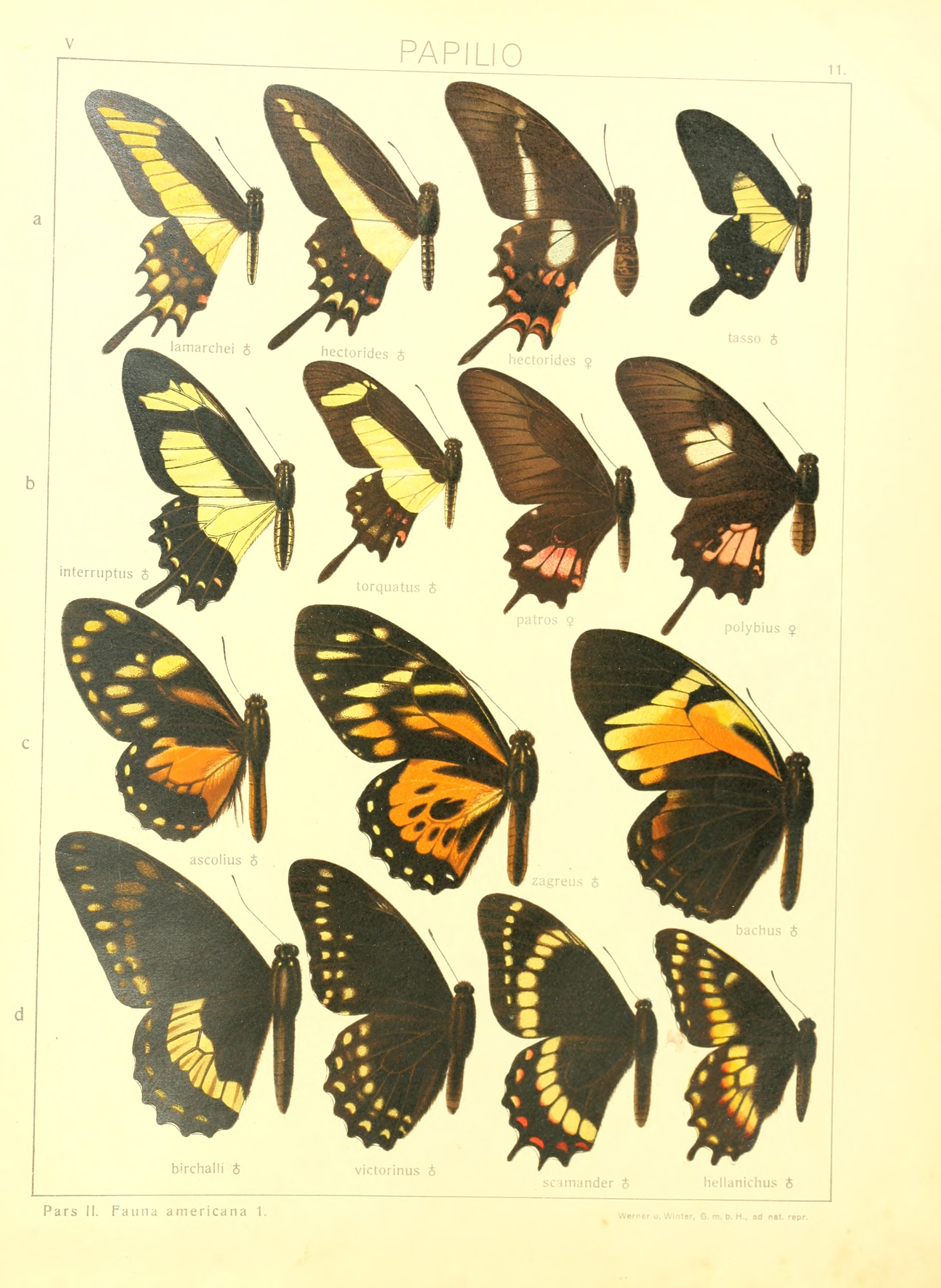
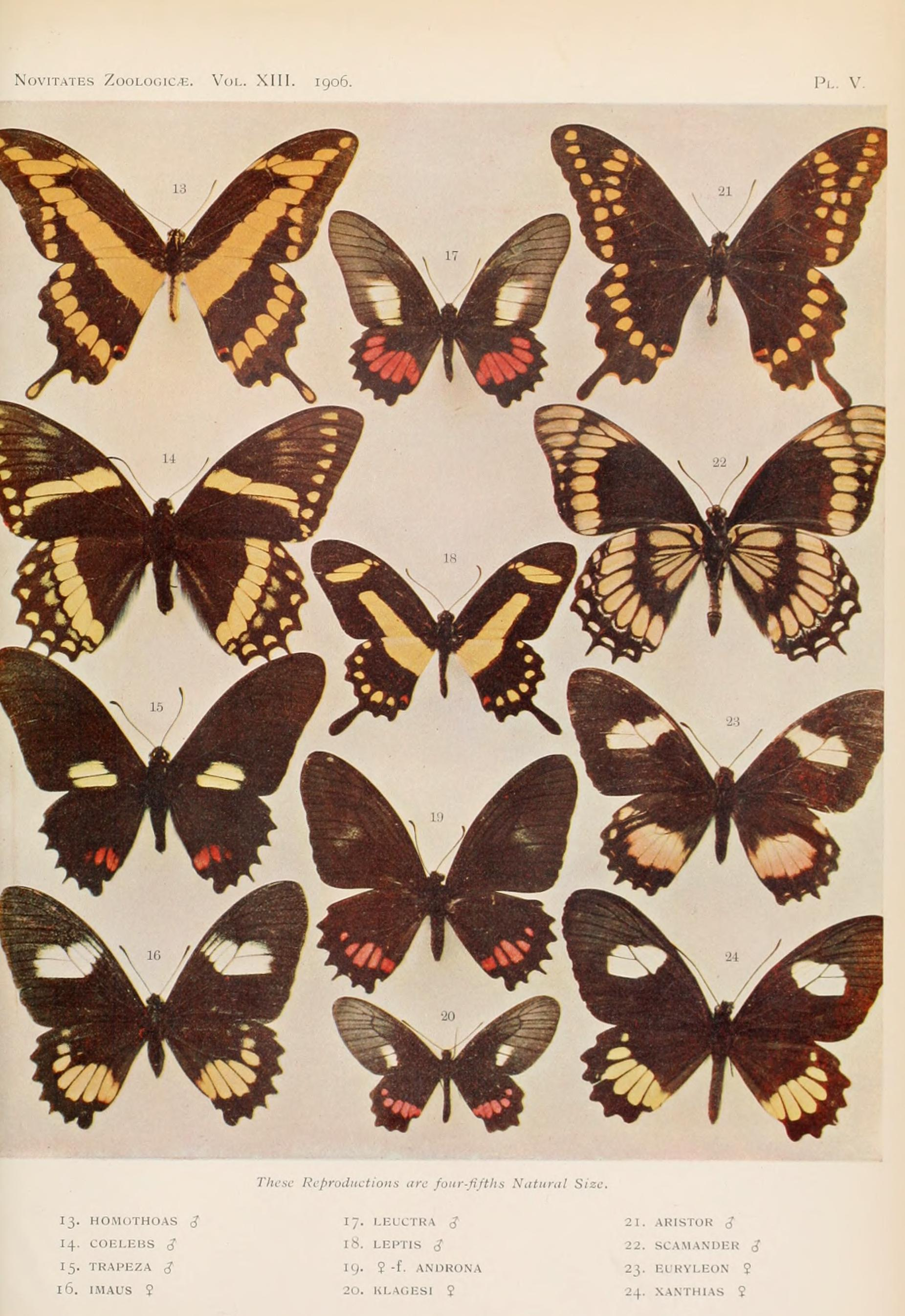
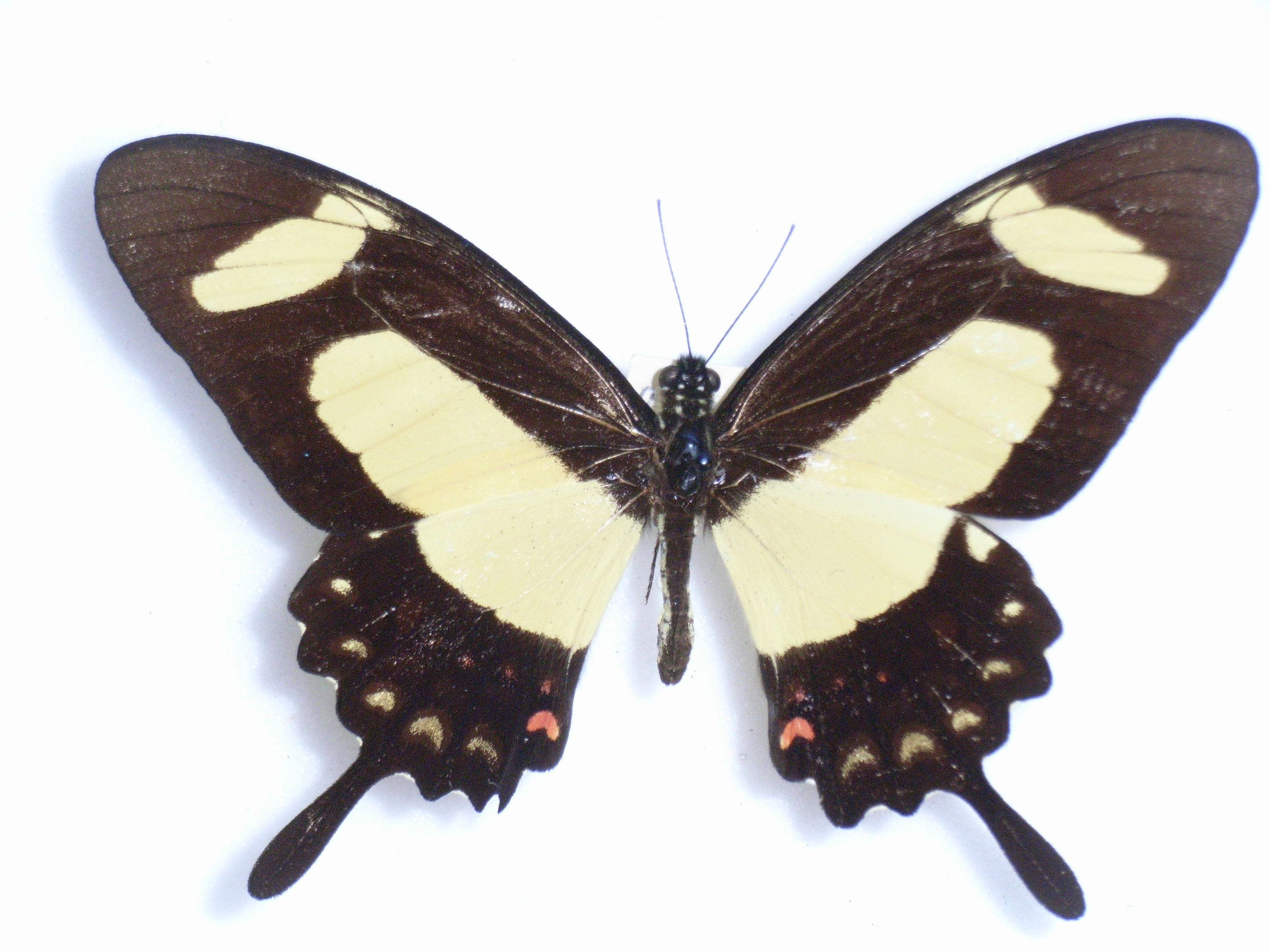
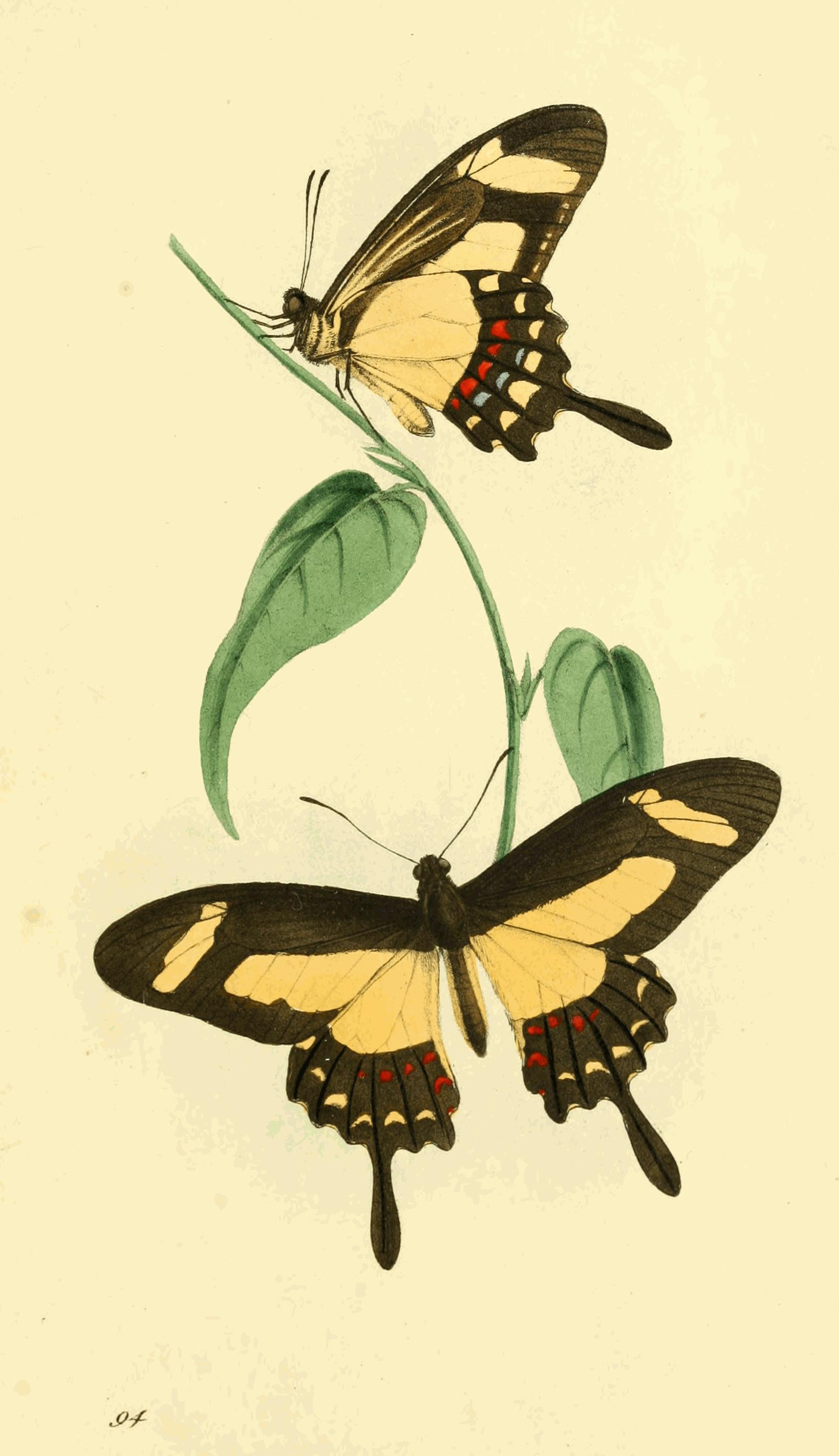